# 莫干近管蛛
莫干近管蛛（学名：Anyphaena mogan）为近管蛛科近管蛛属的动物。在中国大陆，分布于浙江等地，常见于竹林。该物种的模式产地在浙江。